# Мугулон (район Рудаки)
Мугуло́н (тадж. Муғулон) — село в районе Рудаки Республики Таджикистан. Входит в состав джамоата (сельской общины) Гулистон района Рудаки.
Находится недалеко от г. Душанбе, на расстоянии 21 км от райцентра (пгт. Сомониён) и 1 км от центра общины (село Гулистон).
Население — 1531 чел. (2017).
В 1932 в кишлаке Моголон джамсовета Гулистан Сталинабадского района проживало 105 человек в 17 хозяйствах (узбеки).